# Can Mitjaire
Can Mitjaire és una casa d'Amer (La Selva) inclosa a l'Inventari del Patrimoni Arquitectònic de Catalunya.

## Descripció
Immoble de tres plantes, entre mitgeres, cobert amb una teulada plana i aterressada. Està ubicat al costat dret del carrer Nou.
La façana que dona al carrer Nou és la principal i està estructurada en una sola crugia. La planta baixa consta d'un portal quadrangular d'accés.
En el primer pis trobem una gran obertura quadrangular d'arc carpanell rebaixat, projectada com a balconada amb la seva respectiva barana de ferro forjat. Tanmateix més que barana, hauríem de parlar d'ampit, ja que sobresurt molt poc respecte el pla horitzontal de la façana.
Pel que fa al segon pis, tenim una gran obertura quadrangular d'arc carpanell rebaixat, projectada com a balconada i equipada amb la seva barana de ferro forjat.
Remarcar que les tres obertures són bastant irrellevants, ja que no han rebut cap tractament a destacar.
Tanca l'edifici en la part superior una terrassa, coberta en la part davantera per un ampit de ferro forjat. Des del carrer s'observa mínimament en la terrassa una petita construcció que podria executar les tasques d'altell o golfes.
Pel que fa al treball de forja aplicat a les diferents baranes, cal dir que s'ha efectuat un treball excel·lent i molt avançat. Sense cap mena de dubte és la millor solució i més avançada de totes les que hem vist fins ara, com així ho acrediten diversos factors: des de la gran resolució tècnica, passant per les atractives formes ampuloses a base de la conjugació de formes concaves i convexes i fins a arribar a la creació d'efectes visuals com ara la barana del segon pis, la qual està bombada generant un efecte de panxa…
La majoria d'edificis del carrer Nou comparteixen entre ells tota una sèrie de paral·lelismes compositius, estructurals i formals molt evidents. I és que en tots cinc (Vegeu fitxa de Can Capó), (Vegeu fitxa de Can Campassol), (Vegeu fitxa de Can Sanglas) i (Vegeu fitxa de Can Carbonés) trobem una sèrie de trets comuns com ara la façana estructurada en dues crugies; la coberta oscil·la entre dos tipus: la coberta plana i aterrassada i la coberta d'una sola aigua de vessant a façana; la majoria d'immobles consten de tres plantes; proliferen per tota la façana un gran nombre de balconades equipades amb les seves respectives baranes de ferro forjat; el sistema d'obertures tendeix a ser el mateix, en el qual sobresurt el portal quadrangular d'accés equipat amb llinda monolítica i muntants de pedra ben treballats i escairats.

## Història
L'immoble actual és fruit d'una reconstrucció i restauració integral que va tenir lloc a finals del segle passat i principis d'aquest.
Un dels canvis introduïts ha consistit en pujar l'alçada total de l'immoble. Això ha motivat a que l'edifici passi de dues plantes en origen a tenir-ne tres en l'actualitat. També s'han retocat totes les obertures, les quals han resultat sensiblement ampliades.
Finalment s'ha eliminat la cornisa que separava les dues plantes de la coberta aterrassada i s'ha deixat la façana simplement arremolinada, quan en origen estava arrebossada i pintada.